# Roter Pfeffer
Roter Pfeffer war laut ihrem Untertitel eine „satirische Zeitschrift der KPD“. Die von der Kommunistischen Partei Deutschlands unregelmäßig gegen Ende der Weimarer Republik ab 1932 herausgegebene Schrift wurde von den verantwortlichen Redakteuren Hilde Wertheim, Martha Schach und Hans Marki redigiert. Vorgänger des Blattes war Der Eulenspiegel. Zeitschrift für Scherz, Satire, Ironie und tiefere Bedeutung.
Nach der Machtergreifung durch die Nationalsozialisten diente der Rote Pfeffer auch als Beilage für das ab 1933 in Prag erschienene Blatt Der Gegen-Angriff. Erste Wochenschrift der antifaschistischen deutschen Emigration. Prager Ausgabe.
Die letzte Ausgabe des Roten Pfeffers erschien 1934.